# Pseudocephalus mirus
Pseudocephalus mirus é uma espécie de cerambicídeo da tribo Pseudocephalini, com distribuição restrita à Austrália.

## Distribuição
A espécie tem distribuição restrita à Austrália Ocidental, na Austrália.